# 荒木優騎
荒木 優騎（あらき ゆうき、1955年7月24日-2009年12月10日は、日本の俳優である。岐阜県飛騨市（旧・吉城郡古川町）出身。グループ71所属。胃がんのため死去。54歳。

## 出演

### テレビドラマ
- 火曜サスペンス劇場（日本テレビ）
  - 「監察医・室生亜季子」 - 安田刑事 役他、ゲスト出演多数
  - 「山岳ミステリー4 津軽竜飛岬風の殺意」（1991年）
  - 「小京都ミステリー3 津和野、萩殺人事件」（1991年） - タクシー運転手
  - 「殺人迷路」（1995年）
  - 「警視庁鑑識班7」（1999年） - 監察医
  - 「検事 霞夕子」
    - 「空白のアルバム」（2001年）
    - 「愛しき人へ」（2005年）
- 土曜ワイド劇場（テレビ朝日）
  - 「新・赤かぶ検事奮戦記11・紫式部があやつる連続殺人!」
  - 「尼さん探偵シリーズ」（PDS〔制作プロダクション〕）
  - 「車椅子の弁護士・水島威1 盗聴された密会」
- 愛の劇場 空への手紙(1999年、TBS)
- さくら（2002年、NHK） - 庄司照男
- 新選組!（2004年、NHK） - 会津藩公用方・小森久太郎
- 月曜ミステリー劇場「弁護士二重丸承子 赤い不在証明」（2005年、TBS） - 岩間雄三

## 方言指導
- ウルトラマンネクサスEpisode13 予知者-イラストレーター-